# 70 aC

## Esdeveniments

### República Romana
- Marc Licini Cras i Gneu Pompeu Magne són cònsols.
- Expansió dels sueus.

## Naixements
- 15 d'octubre - Virgili, poeta romà.
- Desembre - Cleòpatra VII
- Gai Cilni Mecenàs, polític romà.
- Publi Corneli Dolabel·la, consol romà.

## Necrològiques
- Espàrtac, esclau romà i líder rebel.